# Star, Idaho
Star är en stad (city) i Ada County, och  Canyon County, i delstaten Idaho, USA. Enligt United States Census Bureau har staden en folkmängd på 5 921 invånare (2011) och en landarea på 15,1 km².